# Jerónimo de Uztáriz
Jerónimo de Uztáriz (o Ustáriz) y Hermiaga (Santesteban, Navarra, 16 de noviembre de 1670 - Madrid, 31 de enero de 1732) fue un militar y economista español, autor de la Theórica y práctica de Comercio y de Marina, obra de referencia de economía durante el siglo XVIII.

## Biografía
Jerónimo de Uztáriz nació en 1670 en la villa de Santesteban de Lerín, en el norte de Navarra. Recibió el bautismo el 16 de noviembre de 1670, por lo que se supone que nació unos pocos días antes. Era uno de los hijos segundones de un matrimonio con siete vástagos y de mediana posición formado por Juan de Uztáriz y María de Hermiaga. 
De acuerdo al derecho y costumbre navarra del mayorazgo, como hijo segundón no le correspondía ninguna parte de los bienes troncales de la familia, por lo que como tantos situados en su misma posición, optó por emigrar para labrarse un futuro. A los quince años de edad residía ya en Madrid, en casa de unos parientes; donde comenzó una exitosa carrera militar.
En 1688 marchó a Flandes como soldado. Luchó durante cerca de diez años en la Guerra de la Liga de Augsburgo. Durante los años que permaneció en los Tercios de Flandes ascendió hasta el rango de maestre de campo. Participó en 8 campañas, entre ellas el Asedio de Namur y la Batalla de Landen (1693), en la que Uztáriz fue hecho prisionero. En 1696 se casó con María de Azuara y van Sesseguen, una noble flamenca que descendía de una familia de militares al servicio de España desde un siglo antes. En 1697 regresó brevemente a España tras finalizar la guerra, pero permaneció poco tiempo ahí, ya que volvió al poco a Flandes.
Entre 1698 y 1704 fue secretario de Isidro de la Cueva, V marqués de Bedmar, gobernador y comandante general del ejército español en Flandes. Allí vivió el estallido de la Guerra de Sucesión Española. En 1704 el marqués fue nombrado virrey de Sicilia y Uztáriz le siguió allí donde ejerció como secretario de Estado y Guerra. Durante su estancia en Sicilia fue nombrado Caballero de Santiago. A las órdenes del marqués de Bédmar demostró no solo grandes dotes administrativas, sino políticas, ya que fue el encargado de la correspondencia con generales, gobernadores y las Cortes de Madrid y París.
En 1707 retornó definitivamente a España, donde comenzó una carrera en la administración del estado. Primero perteneció a la dependencia de Guerra y Marina, siendo secretario de decretos de la primera mesa del despacho. Luego pasó a ser secretario de la Real Junta de Comercio y Moneda del Consejo de Indias, secretario de la Sala de Millones y de la Junta de Tabaco. En 1725 llevó a cabo la reorganización de la Junta de Comercio y se le nombró secretario con voto. Cuando se fundió la Junta de Comercio con la de Moneda fue elegido ministro de la nueva entidad. Tuvo gran influencia en la política económica de Felipe V.
Uztáriz falleció el 31 de enero de 1732 en Madrid y fue enterrado en la Iglesia de Santa María de la Almudena.

## Obra

Théorie et pratique du commerce, 1753.

En 1717 escribió el prólogo a la edición española de Comercio de Holanda del erudito francés Pierre Daniel Huet. En dicho prólogo Uztáriz esbozó sus propias ideas económicas. Uztáriz abogaba por la aplicación del colbertismo en España y proponía como patrones a imitar, a Francia y Holanda.  
Su gran obra: Teoría y práctica de Comercio y Marina, apareció publicada en 1724 en una limitadísima tirada que estaba destinada únicamente a sus allegados más cercano y que se editó sin licencia oficial. No se sabe con certeza cual fue la razón de su distribución casi clandestina, pero se especula que la causa fuera que las ideas reflejadas en dicho libro contra las grandes compañías de comercio entraban en abierta contraposición con las ideas económicas del monarca Felipe V. Uztáriz no quiso poner en peligro su carrera en la administración del estado con la distribución de este libro. Seis años después de la muerte de Jerónimo de Uztáriz, su hijo Casimiro, que fue secretario del Ministerio de Guerra y del Consejo de Estado, realizó un comentario a la obra de su padre, que finalmente fue reeditada y publicada en una versión revisada y ampliada en 1742. Esta vez sí, la obra de Uztáriz alcanzó una amplia difusión y se convirtió en un clásico. Fue traducida al inglés y editada en Londres (1751) y Dublín (1752), al francés (1753) y también al holandés e italiano. En España volvió a editarse por tercera vez en 1757. Voltaire mencionó a Uztáriz en su obra Essai sur les mœurs, como «el célebre Uztáriz, hombre de Estado, que escribió en 1723 para el bien de su país». Uztáriz es también el único economista español citado por Adam Smith en La Riqueza de las Naciones (1776) [véase la p. 334 del Tomo IV de la traducción hecha en Valladolid en 1794 por Josef Alonso Ortiz]. 

### Teoría y práctica de Comercio y Marina
En esta obra Uztáriz identifica la riqueza nacional con los metales preciosos, lo cual no es nuevo, pero añade que lo principal no es evitar la fuga de dichos metales mediante restricciones, sino hacer que entren y se queden a través de una balanza comercial favorable. El remedio general es el fomento de las manufacturas y la reorganización del comercio. Una nación no puede ser grande sin un comercio grande, y un comercio útil es imposible sin la posesión de manufacturas. Para obtener éstas es necesario el apoyo gubernamental, manifestado en la concesión de gracias y franquicias a fabricantes y vendedores. Al mismo tiempo una reducción de los gravámenes internos, acompañada de una reorganización en los aranceles de entrada y salida de las mercancías, incrementaría el consumo interior y las exportaciones, puesto que los excesivos derechos pagados en la Península y en las aduanas encarecían los productos españoles, con respecto a los extranjeros. Ahora bien, las restricciones a la entrada de estos productos debía realizarse en conjunción con el desarrollo de la industria nacional, para no provocar problemas de desabastecimiento. 
Para Ustáriz, la causa de la decadencia española no era la emigración a las Indias, como decían otros, sino este comercio desfavorable. Era partidario de impulsar la industria privada, pero contrario al desarrollo de las manufacturas reales. No consideraba eficaz para el desarrollo del comercio exterior español la creación de compañías de comercio. Pedía que se estableciesen representaciones comerciales españolas en los principales puertos extranjeros. Solicitaba la reforma de la Junta de Comercio, con la introducción en ella de hombres preparados y experimentados. Abogaba por la apertura de canales fluviales y la mejora de carreteras y de puertos. Recomendaba la creación de academias para fomentar el comercio y las ciencias y artes en general. Sostenía la necesidad de contar con una buena escuadra como apoyo y defensa del comercio.

## Juicio
Fue la suya «una pretensión (la primera en España) de organizar coherente y sistemáticamente la economía interna de la Península y su comercio exterior con el fin de conseguir los objetivos mercantilistas propios de la época» (Bitar, o. c. en bibl., 89). No obstante, el hecho de que no atribuya al Estado el papel de protagonista de la economía, sino el de regulador y protector de unas relaciones libres, entra dentro de lo que algunos autores han llamado posmercantilismo. Fue el máximo economista español de la primera mitad del XVIII e influyó sobre tratadistas de su época y de la inmediatamente posterior. De la importancia que este hecho tiene dan idea las consideraciones que hace J. A. Maravall en el prólogo a la obra de Bitar cit.: En el siglo XVIII se consolida algo que se anuncia desde el XVI: una economía nacional. Los economistas de aquel siglo extienden sus consideraciones a los intereses de la comunidad política toda, superando la estricta consideración estatal, como era el potenciamiento del Estado, la gloria del príncipe, el enriquecimiento del Erario, etc. Así, junto a los grandes temas filosóficos, y en conexión con ellos, la economía pasa a ser en el XVIII materia política por excelencia: «es imposible aproximarse a conocer el pensamiento político sin tener en cuenta las teorías económicas». Por ello, la obra de Ustáriz y, en general, la de «los pensadores españoles del XVIII se presenta cada día con mayor interés. Su valioso esfuerzo por rehacer el estado de un pueblo y desarrollar, con amplios fines políticos y humanos, su economía es impresionante. Ello les llevó a plantearse aspectos de la teoría económica que anticipaban puntos de vista posteriores, como pone de manifiesto Schumpeter en su History of Economic Analysis (passim).